# Championnats d'Oman de cyclisme sur route
Les championnats d'Oman  de cyclisme sur route sont les championnats nationaux de cyclisme sur route organisés par la Fédération cycliste d'Oman .

## Hommes

### Podiums de la course en ligne
| Année | Vainqueur          | Deuxième           | Troisième         |
| ----- | ------------------ | ------------------ | ----------------- |
| 2021  | Said Al Rahbi      | Mohammed Al Wahibi | Husam Al Rawahi   |
| 2022  | Faisal Al Mammari  | Mohammed Al Wahibi | Said Al Rahbi     |
| 2024  | Mohammed Al Wahibi | Said Al Rahbi      | Faisal Al Mammari |

### Podiums du contra-la-montre
| Année | Vainqueur             | Deuxième              | Troisième           |
| ----- | --------------------- | --------------------- | ------------------- |
| 2021  | Ahmed Al Battashi     | Hashim Al Farsi       | Shihab Al Qamshouai |
| 2022  | Faisal Al Mammari     | Abdulraham Al Yaqoobi | Hashim Al Farsi     |
| 2024  | Abdulraham Al Yaqoobi | Hashim Al Farsi       | Faisal Al Mammari   |